# Etha Fles
Margaretha Thecla Johanna Fles, detta Etha (Utrecht, 1º maggio 1857 – Bergen, 31 gennaio 1948), è stata una pittrice, scrittrice e critica d'arte olandese.

## Biografia
Nata ad Utrecht era la seconda delle due figlie di Josef Alexander Fles (1819-1915) e Teunsijna Johanna Albertine Kranenburg (1827-1878). 
Il padre, di lontana origine ebraica ma di confessione cattolica, lavorava come medico oculista presso il servizio medico militare e aveva anche uno studio proprio, era inoltre un appassionato collezionista d'arte, la madre era originaria di Amsterdam e pittrice dilettante.
Le due figlie crebbero in un ambiente progressista, la casa di famiglia era frequentata da artisti e intellettuali, della formazione artistica iniziale di Etha si occupò la madre, in seguito fu allieva del paesaggista Adriaen van Everdingen. Dal 1880 al 1884 studiò presso la Rijksakademie van beeldende kunsten ad Amsterdam dove fece parte del primo gruppo di artiste donne ammesse agli studi insieme, fra altre, a Wally Moes, Susanne Bisschop, Gerarda Hermina Marius e J.H. Derkinderen-Besier. Ad Amsterdam fu allieva di August Allebé.
Durante gli studi entrò a far parte di diverse società di artisti come Arti et Amicitiae, il Nederlandsche Etsclub, il Pulchri Studio e Vereeniging Voor de Kunst Utrecht.
Fu spesso a Laren nel gruppo di artisti intorno a Anton Mauve e Albert Neuhuys. Nel 1888 tornò ad Utrecht col padre e la sorella, molto interessata all'impressionismo, alle idee di John Ruskin e al movimento Arts and Crafts di William Morris iniziò in questo periodo a scrivere recensioni per diversi periodici. Nel 1895 fondò l'associazione Voor de Kunst (Per l'arte) dedicata ai nuovi movimenti artistici le cui mostre e iniziative contribuirono notevolmente alla diffusione dell'impressionismo e dell'artigianato artistico nei Paesi Bassi. Fles si dedicò anche all'incisione, nel 1895 alcune sue incisioni furono esposte alla prima Esposizione internazionale d'arte di Venezia. Fles iniziò a farsi un nome nell'ambito della critica d'arte. Intrattenne una fitta corrispondenza con il pittore, poeta e critico d'arte Jan Veth, autore di un ritratto della Fles.
In questi anni intraprese diversi viaggi, nel 1900 fu a Parigi come rappresentante di Arti et Amicitiae all'Esposizione universale. A Parigi incontrò lo scultore italiano Medardo Rosso (1858-1928) con il quale mantenne un rapporto di amicizia fino alla sua morte, sostenne lo scultore finanziariamente e promosse le vendite delle sue opere. Altri viaggi la portarono a Roma, Parigi, Berlino, Londra e Vienna.
Nel 1904 tornò a Utrecht per seguire il padre che aveva problemi di salute, in seguito alla morte del padre (1905) e della sorella (1906) si trasferì a Bergen dove fece costruire una villa chiamata De Zonnebloem (il girasole) progettata dall'architetto Hendrik Petrus Berlage.  Nel 1909 si trasferì a Roma tornando nei Paesi Bassi per un breve periodo dal 1915 al 1917, nel 1915 adottò la diciottenne Agatha Verkroost. Dal 1917, Fles tornò in Italia: dal 1918 al 1930 a Roma e poi fino al 1934 a Castel Gandolfo sempre accompagnata dalla figlia adottiva. Si convertì al cattolicesimo e fu battezzata nel 1925.
Durante il suo soggiorno in Italia scrisse diversi articoli raccolti poi nel diario Tien jaren in Rome. Bladzijden uit een dagboek (dieci anni a Roma, pagine di diario). Durante gli ultimi anni in Italia abbandonò la pittura per motivi di salute. Rimase a Roma fino al 1934. Tornata a Bergen, nel 1943/44 la sua villa venne sequestrata dai tedeschi e Etha fu sfollata in un convento a Herten, nei pressi di Roermond, nel Limburgo. Dopo la liberazione trascorse un periodo in ospedale per poi tornare a Bergen dove morì il 31 gennaio del 1948.
Opere di Etha Fles si trovano nelle collezioni del Museo Kröller-Müller a Otterlo, del Rijksmuseum ad Amsterdam e del Drents Museum ad Assen.

## Opere
- Inleiding tot een kunstgeschiedenis, Utrecht, 1903
- William Morris, 1834-1896, Haarlem, 1903
- Medardo Rosso. Der Mensch und der Künstler, Baden, 1922
- Il Poverello (St. Franciskus van Assisië), Den Bosch, 1926
- Ware helden. St. Franciskus, St. Clara, St. Antonius, Voorhout, 1928
- Tien jaren in Rome. Bladzijden uit een dagboek, Zutphen, 1929
- Handboek der Kunstgeschiedenis, Den Bosch, 1933 (con T. Westerwoudt)
- Drie visionaire kunstenaars van onzen tijd. Medardo Rosso, Gerardo Dottori, Ernesto Masuelli, Haarlem, 1936

Fles pubblicò inoltre svariati articoli su diverse riviste di arte e cultura e su periodici locali come Elsevier's Geïllustreerd Maandschrift, De Aarde en haar Volken, Op de Hoogte, Algemeen Handelsblad, Utrechtsch Dagblad.